# پردوزا
پریدوسا (به ایتالیایی: Predosa) یکی از شهرستانهای استان آلساندریا در منطقه ایتالیایی پیدمونت می‌باشد که در ۸۰ کیلومتری جنوب شرقی تورین و ۲۰ کیلومتری جنوب آلساندریا واقع شده است.
پریدوسا با این مناطق شهری مرز مشترک دارد: باسالوزو، بوسکو مارنگو، کاپریاتا دئوربا، کارپه‌نتو، کاسال کرولی، کاستلزو بورمیدا، کاستلزپینا، فرسونارا، سزادیو و روکا گریمالدا.